# Евдино
Евдино (коми Йӧвдін) — деревня в Княжпогостском районе Республики Коми России. Входит в состав сельского поселения Туръя.

## История
Впервые упоминается в материалах сельхозпереписи 1916 года как деревня Елвинская, в составе которой числилось 10 дворов. В 1918 году — д. Елдинская. По состоянию на 1926 год в деревне Евдино имелось 14 дворов и проживало 63 человека (29 мужчин и 34 женщины).

## География
Деревня находится в западной части Республики Коми, в пределах Вычегодско-Мезенской равнины, на правом берегу реки Выми, вблизи места впадения в неё реки Ёлвы, на расстоянии примерно 48 километров (по прямой) к северу от города Емвы, административного центра района. Абсолютная высота — 115 метров над уровнем моря.
Климат
Климат характеризуется как умеренно континентальный, с продолжительной умеренно морозной многоснежной зимой и коротким прохладным летом. Среднегодовая температура воздуха составляет −0,6 °С. Средняя температура воздуха самого тёплого месяца (июля) составляет 15,6 °C; самого холодного (января) — −16,2 °C. Среднегодовое количество атмосферных осадков составляет 608 мм.
Часовой пояс
Евдино, как и вся Республика Коми, находится в часовой зоне МСК (московское время). Смещение применяемого времени относительно UTC составляет +3:00.

## Население
| 2010 |
| ---- |
| 5    |

Гендерный состав
По данным Всероссийской переписи населения 2010 года в гендерной структуре населения мужчины составляли 40 %, женщины — соответственно 60 %.
Национальный состав
Согласно результатам переписи 2002 года, в национальной структуре населения коми составляли 56 % из 9 чел., русские — 44 %.